# Roger Avary
Roger Roberts Avary (nascut el 23 d'agost de 1965) és un director de cinema, televisió, guionista i productor canadenc-nord-americà. Va treballar amb Quentin Tarantino a Pulp Fiction, per la qual van guanyar el Oscar al millor guió original als Premis Oscar de 1994. Avary va dirigir Killing Zoe, Les regles del joc, Lucky Day , i va escriure els guions de Silent Hill i Beowulf.
El 2022, Avary es va reunir amb Quentin Tarantino per llançar un podcast anomenat The Video Archives Podcast. Es va estrenar el primer episodi el 19 de juliol de 2022.

## Carrera

### Killing Zoe
El 1993, Avary va fer el seu debut al cinema amb Killing Zoe. La pel·lícula segueix a un americà que obre caixes fortes (Eric Stoltz) que viatja a París per ajudar un amic de la infància (Jean-Hugues Anglade) amb un atracament bancari. Durant el camí coneix i fa amistat amb una treballadora sexual (Julie Delpy) el destí de la qual està lligat al crim. a pel·lícula es va estrenar al Festival de Cinema de Sundance de 1994 i va guanyar el premi Gran Premi al 5è Festival Internacional de Cinema Fantàstic de Yubari.

### Pulp Fiction
Avary i Quentin Tarantino van treballar a la pel·lícula de 1994 Pulp Fiction, per la qual van guanyar l'Oscar al millor guió original. Segons Tarantino, a Avary va inventar originalment la trama del boxejador Butch Coolidge i el seu rellotge d'or a partir d'un guió anomenat Pandemonium Reigns havia escrit ell mateix.

### Mr. Stitch
El 1995 Avary va escriure i dirigir la pel·lícula de ciència-ficció Mr. Stitch per al  Syfy. Vagament una versió moderna de Frankenstein, la pel·lícula inclou Wil Wheaton, Rutger Hauer, Nia Peeples i Ron Perlman.

### Phantasm 1999
Després de guanyar un Oscar per Pulp Fiction, Avary va contactar amb Don Coscarelli i va expressar el seu interès a escriure una seqüela de Phantasm. Titulada  Phantasm 1999, la pel·lícula hauria tingut lloc en un futur apocalíptic Estats Units dividit en tres zones: Los Angeles, Califòrnia; Nova York, Nova York; i la zona de la plaga. La zona de la plaga seria controlada pel Home alt on infecta la gent amb la seva "plaga de bosses". Reggie ha de liderar una operació secreta del govern, anomenada "S Squad", a la Zona de la Plaga per derrotar l'home alt.
Avary i Coscarelli van passar anys intentant fer la pel·lícula i fins i tot disposaven de finançament el 1997 abans que aquesta empresa canviés de mans i l'acord s'evaporés. Finalment, Coscarelli va fer Phantasm IV  sense Avary, tot i que a partir del 2022 Coscarelli encara tenia interès a filmar el guió d'Avary, ara titulat Phantasm's End, ja que el 1999 ha anat i arriba.

### Les regles del joc
El 2002, Avary va dirigir l’adaptació cinematogràfica de Les regles del joc, basada en la novel·la de Bret Easton Ellis, de la que també en va ser productpr executiu. Les regles del joc va ser la primera pel·lícula d'estudi que es va editar amb el sistema d’edició d’Apple Final Cut Pro. Avary es va convertir en un portaveu del producte Final Cut Pro, que apareix als anuncis impresos i web d'Apple a tot el món. L'any 2005, Avary, a petició del seu amic, l'actor James Van Der Beek, va interpretar el paper d'un director de cinema gonzo Franklin Brauner que pren el peiot a la pel·lícula Standing Still.

### Silent Hill
El 2006, Avary va escriure una adaptació del guió del videojoc de Konami, Silent Hill (2006), amb el director i amic francès, Christophe Gans , i el productor de Killing Zoe Samuel Hadida. Avary i Gans, jugadors i fans de la sèrie Silent Hill durant molt de temps, van col·laborar en la pel·lícula.

### Beowulf
Avary i el novel·lista Neil Gaiman van escriure el guió de la pel·lícula de 2007 Beowulf que va ser dirigida per Robert Zemeckis.

### Lucky Day
El setembre de 2017, Avary va dirigir el seu propi guió, Lucky Day, una semiseqüela de Killing Zoe.

### The Video Archives Podcast(2022–present)
El 2021, Quentin Tarantino va anunciar que ell i Roger Avary llançarien un podcast titulat The Video Archives Podcast. L'objectiu del podcast és parlar de pel·lícules de la col·lecció real de Video Archives que recomanarien als clients quan hi treballaven. El plató està envoltat de còpies reals en VHS de pel·lícules dels Video Archives que Tarantino va comprar després que la botiga va deixar de vendre. Se'ls uneix la locutora de podcasts, Gala Avary, la filla de Roger Avary. El primer episodi es va estrenar el 19 de juliol de 2022. El duet va parlar de Dark Star (1974) de John Carpenter i Cocaine Cowboys (1979) d’Ulli Lommel.

## Acusació d'homicidi involuntari
El 13 de gener de 2008, Avary va ser arrestat sota sospita d'homicidi involuntari i DUI, després d'un accident de cotxe a Ojai (Califòrnia), on va morir un passatger, Andreas Zini. El departament del xèrif del comtat de Ventura va respondre a l'accident després de la mitjanit del matí de diumenge al bloc 1900 de l'avinguda East Ojai. Avary va ser alliberat de la presó amb una fiança de 50.000 dòlars. El desembre de 2008, va ser acusat i es va declarar innocent d'homicidi involuntari amb vehicles greus i dos delictes de causar lesions corporals mentre estava intoxicat. Va canviar la seva declaració per culpable el 18 d'agost de 2009. El 29 de setembre de 2009, va ser condemnat a un any d'excedència laboral (que li permetia anar a la seva feina durant el dia i després presentar-se a la instal·lació d'excedència a la nit) i cinc anys de llibertat condicional. Tanmateix, després de fer diversos tuits sobre les condicions de la seva estada a Twitter, Avary va ser enviat a la presó del comtat de Ventura per complir la resta de la seva condemna.
En una entrevista del 2012 a IndieWire, Avary va dir, sobre l'accident i l'empresonament, "L'empresonament no em va canviar" i després d'una llarga pausa, "En molts i molts aspectes, l'empresonament em va galvanitzar. La totalitat del l'experiència em va ajudar". Va continuar dient: "Passo cada moment despert pensant en com puc viure la meva vida d'aquesta manera per honrar aquesta terrible pèrdua que va passar."
L'any 2019, Avary va dir sobre l'accident: "Quan passa una cosa així i una espècie de bomba atòmica explota a la teva vida, o et fa a trossos, si ho permets, o fas servir la força de l'explosió per impulsar-te endavant."

## Filmografia

### Curtmetratges
| Any  | Títol          | Director | Guionista | Productor | Notes                        |
| ---- | -------------- | -------- | --------- | --------- | ---------------------------- |
| 1983 | The Worm Turns | Sí       | Sí        | Sí        |                              |
| 1983 | The Boys       | No       | No        | Sí        | També director de fotografia |

### Llargmetratge
| Any  | Títol              | Director | Guionista | Productor executiu | Notes                                                       |
| ---- | ------------------ | -------- | --------- | ------------------ | ----------------------------------------------------------- |
| 1993 | Killing Zoe        | Sí       | Sí        | No                 | Gran Premi al festival de Yubari                            |
| 1994 | Pulp Fiction       | No       | Història  | No                 | Oscar al millor guió original BAFTA al millor guió original |
| 1995 | Mr. Stitch         | Sí       | Sí        | Sí                 |                                                             |
| 2002 | Les regles del joc | Sí       | Sí        | Sí                 |                                                             |
| 2004 | Glitterati         | Sí       | Sí        | No                 | Inèdit; També productor, editor i director de fotografia    |
| 2006 | Silent Hill        | No       | Sí        | No                 |                                                             |
| 2007 | Beowulf            | No       | Sí        | Sí                 |                                                             |
| 2019 | Lucky Day          | Sí       | Sí        | No                 |                                                             |

Només productor executiu
- Boogie Boy (1998)
- The Last Man (2000)

### Televisió
| Any  | títol            | Director | Guionista | Productpr | Notes              |
| ---- | ---------------- | -------- | --------- | --------- | ------------------ |
| 1997 | Odd Jobs         | Sí       | Sí        | Sí        | Pilot de televisió |
| 2012 | XIII: The Series | No       | Sí        | Executive | 13 episodis        |

### Altres crèdits
| Any  | Títol                     | Paper                                     |
| ---- | ------------------------- | ----------------------------------------- |
| 1987 | Maximum Potential         | Assistent de producció                    |
| 1987 | My Best Friend's Birthday | Pel·lícula perduda Director de fotografia |
| 1992 | Reservoir Dogs            | Escriptor del diàleg de ràdio de fons     |
| 1993 | True Romance              | Escriptor sens eacreditar                 |
| 2006 | 36 Steps                  | Suport espiritual                         |